# Queue de comète
Pour les articles homonymes, voir Queue de comète (géographie).
Pour un article plus général, voir Comète.

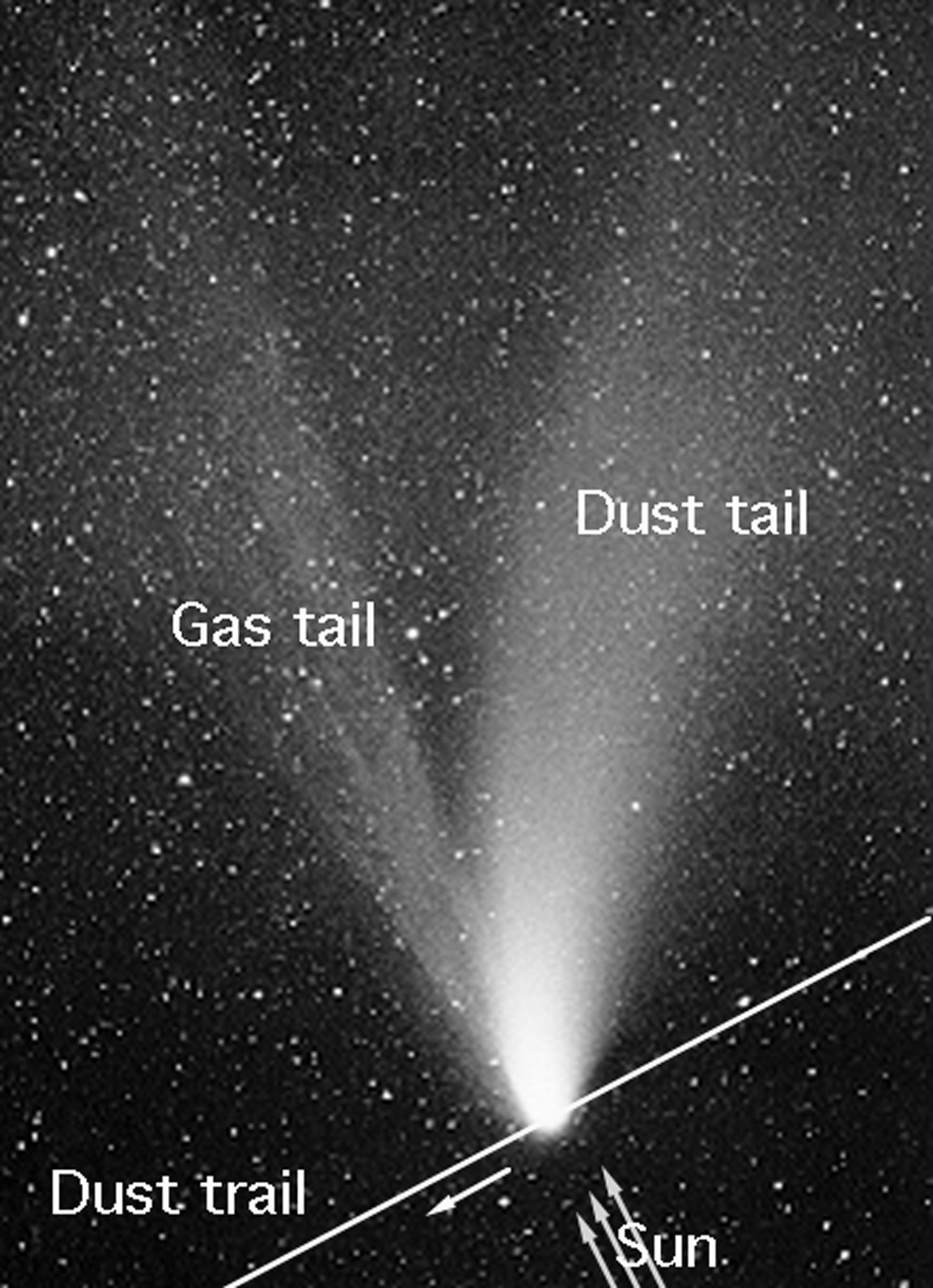
Diagramme d'une comète montrant l'orbite de la comète, la queue de poussière et la queue de gaz. L'étoile est en bas à droite de l'image.

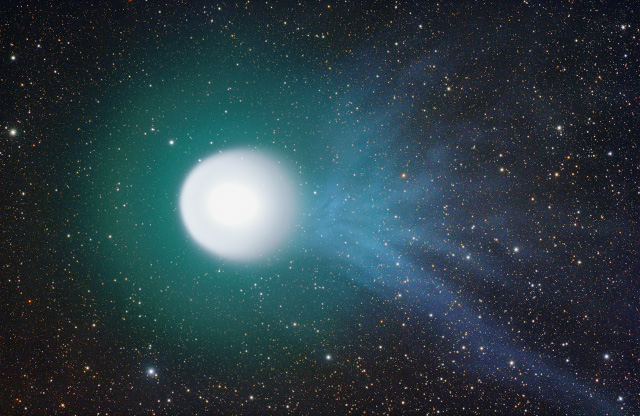
La comète Holmes (17P/Holmes) en 2007, montrant la queue d'ions bleus sur la droite.

La queue d'une comète est une émission de plasma et de poussières qui se crée lorsqu'une comète se rapproche d'une étoile. Elle se forme alors par sublimation des glaces du noyau cométaire, engendrée par le vent solaire, la température grandissante et la collision des photons avec la comète. La queue d'une comète est distincte de sa chevelure, ou coma, qui n'est que le « halo » de gaz et de poussières entourant le noyau.
La queue d'une comète est composée d'une queue de gaz ionisé et d'une queue de poussières. La queue ionisée, bleutée et rejetée à grande vitesse, est toujours orientée de manière diamétralement opposée au Soleil, cela est dû à la pression, aux radiations et aux particules causées par le vent solaire venant du soleil. Alors que la queue de poussières, jaunâtre et rejetée à des vitesses moindres, a une trajectoire plus courbée.

## Formation

Les différentes positions des queues lors du passage près d'un soleil.

Dans le Système solaire externe, les comètes sont gelées et n'ont pas de queue. Alors que la comète approche du Système solaire interne, la radiation solaire vaporise les matières volatiles contenues à l'intérieur du noyau. Le flux de poussières et de gaz ainsi relâché forme une « atmosphère » extrêmement raréfiée autour de la comète, appelée chevelure. Une gigantesque queue, qui pointe toujours en direction opposée au Soleil, résulte de la force exercée sur la chevelure par la pression de radiation du Soleil et des vents solaires.

## Perte de la queue
Si la charge ionique de la queue devient insuffisante, les lignes du champ magnétique sont pressées les unes contre les autres à un point tel que, plus loin le long de la queue, une reconnexion magnétique survient. Cela mène à la déconnexion de la queue. Cela a pu être observé à maintes reprises, notamment le 20 avril 2007 lorsque la queue ionisée de la comète de Encke s'est complètement détachée alors qu'elle est passé à travers une éjection de masse coronale. Cet évènement a été observé par la mission spatiale STEREO de la NASA. Une déconnexion a également été observée le 26 mai 2010 sur C/2009 R1 (en).